# Johann Christoph Schultze
Johann Christoph Schultze, selten auch Schultz (* 1733 in Berlin; † 22. August 1813 ebenda) war ein deutscher Kapellmeister und Komponist.

## Leben
Johann Christoph Schultze wurde am 11. Oktober 1733 in der evangelischen St.-Marien-Kirche in Berlin getauft. Seine Eltern waren Ephraim Schultz(e) (* um 1710; † um 1784) und Anna Christina Stärcken (Tochter von Martin Stärcken). Sie heirateten am 27. September 1731 in der St. Marien-Kirche. Ephraim arbeitete als Schuhmacher und war „Druckmeister bey der Höllandischen Sprütze an der Pommeranzenbrücke“ in Berlin. Am 11. Februar 1785 heiratete Johann Christoph Schultze in der Kirche zu Dorotheenstadt in Berlin Sophie Henriette Edler (* um 1763; † 1839), Tochter von Friedrich Edler. Eine Tochter Maria Carolina wurde am 2. August 1785 geboren (weitere Kinder sind nicht bekannt). 
Schultze entstammte einer deutschen Musiker- und Komponistenfamilie, die von der zweiten Hälfte des 18. Jahrhunderts bis ins 19. Jahrhundert musikalisch aktiv war. Der Komponist ist heute zwar weitestgehend vergessen, dennoch werden seine Werke gelegentlich aufgeführt. Er dürfte zu den letzten Komponisten gehört haben, die für die damals schon aus der Mode gekommene Flûte à bec (Blockflöte) geschrieben haben.
Schultze war ab 1768 Kapellmeister („Musikdirektor und Vorgeiger“) am Döbbelinschen Theater, später am königlichen Nationaltheater in Berlin. Er war auch der Violinlehrer des späteren Komponisten Carl Friedrich Zelter (1758–1832). Dieser vertonte zwar Goethes Gedicht Der König in Thule (1811), überließ aber Schultze aus unbekanntem Grund die Aufgabe des Arrangements mit Orchesterstimmen.
Weitere Einzelheiten aus seinem Leben sind nicht bekannt. Johann Christoph Schultze starb am 22. August 1813 in Berlin.

## Werke
- Concerto à 5 für Blockflöte und Streicher
- Suite d-moll für 2 Altblockflöten und Cembalo
- Ouverture in F-Dur für 2 Altblockflöten und Cembalo
- Ouverture in a-moll für 2 Altblockflöten und Cembalo